# Enkaustik

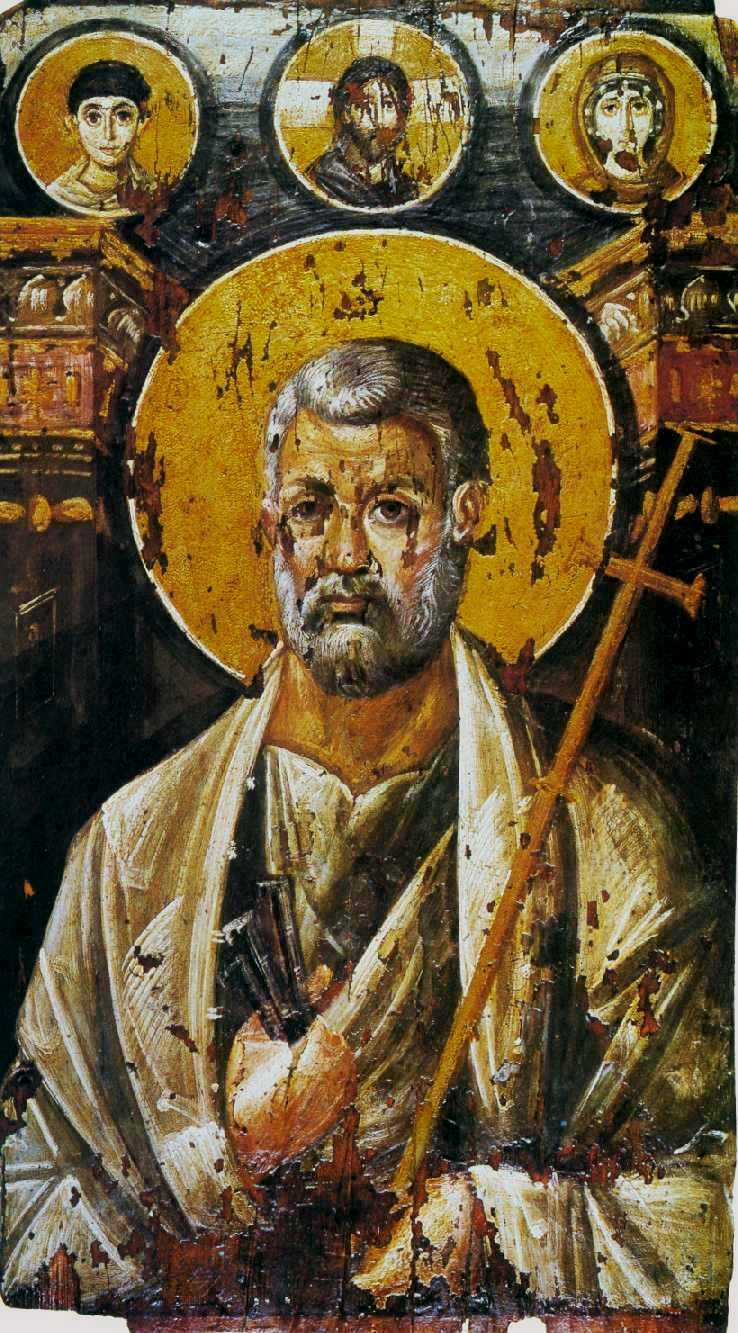
Enkaustikikon från 500-talet föreställande Petrus, i Katarinaklostret vid Sinaiberget.

Enkaustik (av grekiskans enkaustikē, konsten att göra inbrända målningar), eller vaxmålning, är en måleriteknik med smält vax, ofta bivax, som bindemedel för pigment. Målningen kan efteråt bearbetas med varma järn.
Enkaustik var vanlig under antiken och äldre medeltid, och har sedan 1900-talet fått ett nyväckt intresse bland konstnärer.

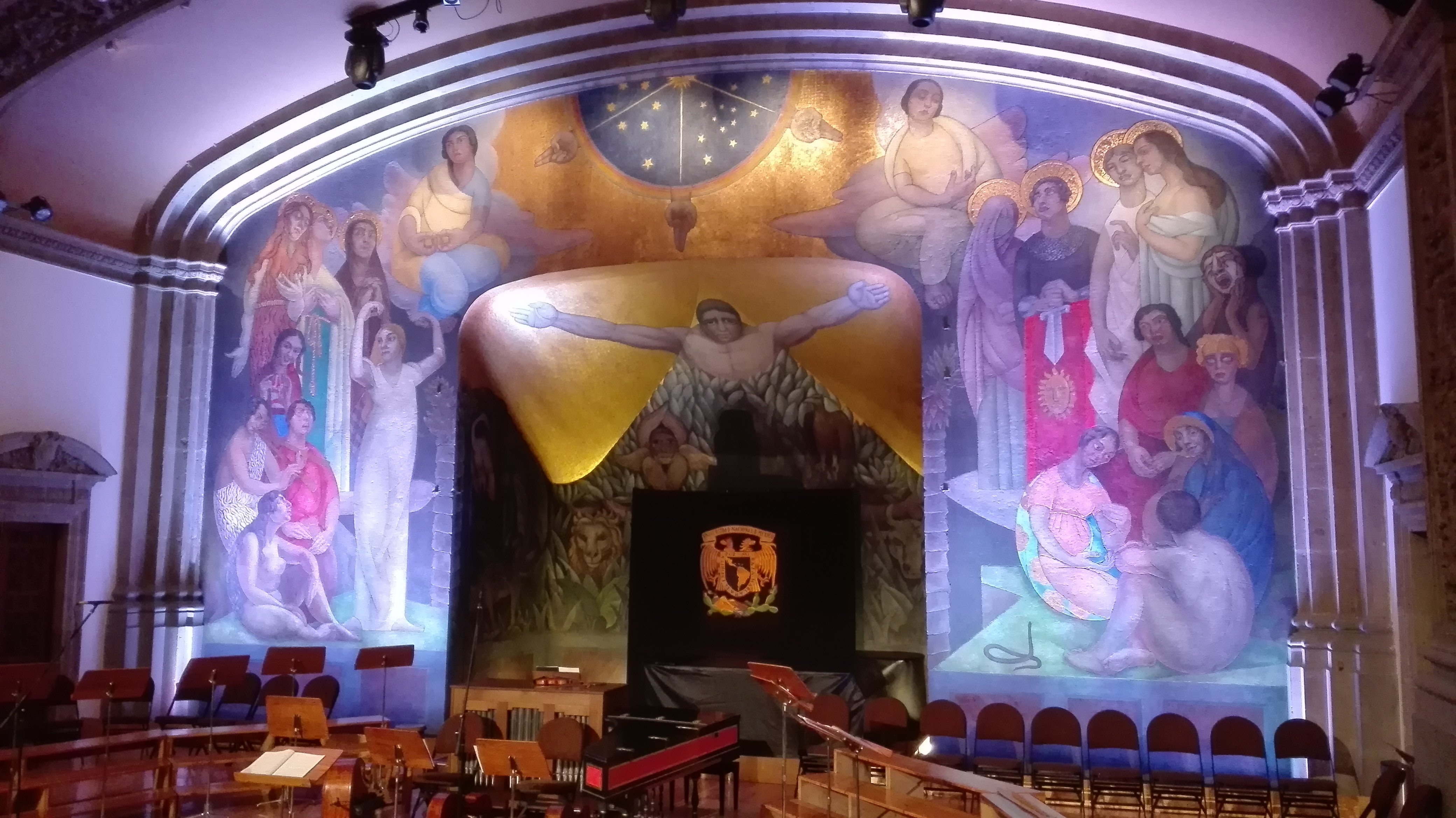
"La creación" (Skapelsen)
Muralmålning i enkaustik, av Diego Rivera 1922–1923.
Anfiteatro Simón Bolívar, Antiguo Colegio de San Ildefonso, Mexico City.